# Fototerapia (arteterapia)

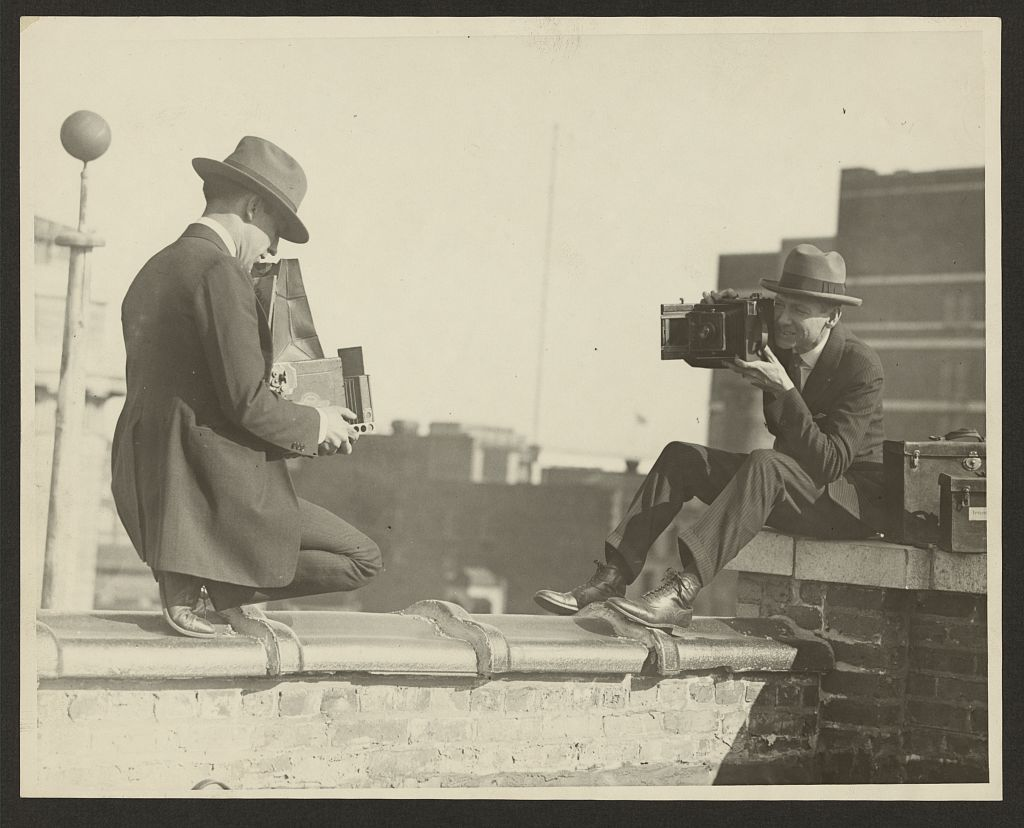
Due fotografi si scattano l'un l'altro una foto

La fototerapia, nell'ambito dell'arteterapia, è una modalità di lavoro che utilizza le foto portate dal paziente o proposte dal terapeuta come stimoli per favorire processi di esplorazione e conoscenza di sé finalizzati al cambiamento. Con le fotografie si ha accesso all’inconscio. Si tratta di utilizzare le fotografie come mezzo per comunicare concetti, emozioni o esperienze difficili da esprimere con le parole. Possono essere utilizzate in terapia per esplorare tre archi temporali, quali: passato, presente e futuro. Le foto del passato suscitano una serie di ricordi e riflessioni, che se rielaborate e riconosciute possono essere messe in relazione con la situazione presente, soprattutto quando il paziente vive uno stato di malessere, venendone così all'origine. In un secondo momento ci si soffermerà sul tempo presente. Si tratta di far emergere la personalità del paziente, affinché possa riconoscersi ed identificarsi. Infine, ci si sofferma sul futuro. Il principio è lo stesso del precedente. Si da' la possibilità al paziente di scattare fotografie. Si invita il paziente a rappresentare il futuro, ad esprimere i propri desideri, le proprie ambizioni, le proprie aspettative. La fototerapia non va confusa con l'elioterapia, chiamata anche fototerapia.

## Storia

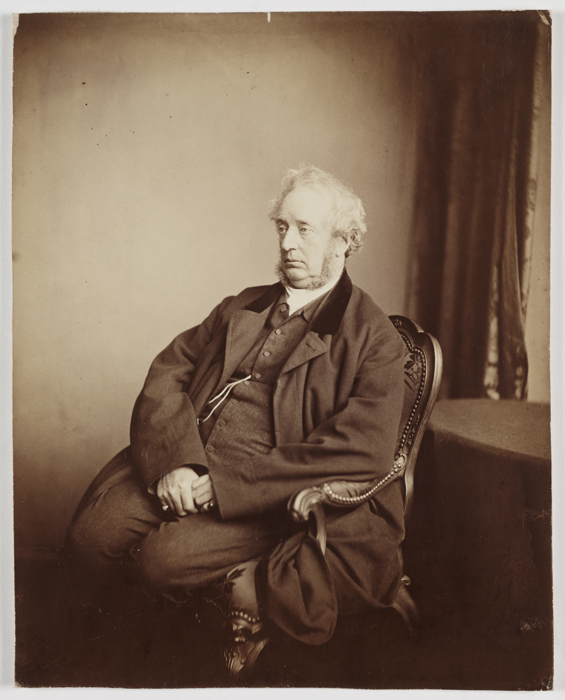
Dr. Hugh Welch Diamond

Hugh Welch Diamond considerato il padre della fotografia psichiatrica fu il primo ad applicare la fotografia alla salute mentale nel manicomio del Surrey County Lunatic Asylum, luogo in cui esercitava la sua professione di psichiatra. Hugh fotografava i pazienti del manicomio utilizzando l'immagine come mezzo diagnostico e aveva scoperto che quando le foto venivano mostrate al cliente esse avevano un effetto terapeutico positivo. Infatti i pazienti osservando le loro foto diventavano consapevoli della loro identità fisica e prestavano maggiore attenzione al loro aspetto. Quando guardavano una foto in cui stavano bene la loro autostima aumentava. Significativo al riguardo è il racconto del caso di una giovane donna che soffriva di allucinazioni e che si era convinta di essere una regina, ma vedendo i propri ritratti, trovandoli divertenti e conversandone con Diamond stesso era riuscita ad abbandonare le sue fantasie.
Successivamente hanno seguito le orme di Diamond molti altri psichiatri che hanno prestato attenzione alle reazioni dei loro pazienti di fronte ai propri ritratti fotografici.
Negli anni sessanta questa metodologia fu utilizzata negli Stati Uniti come metodo di riabilitazione per pazienti psichiatrici, fino a diffondersi come strumento di psicoterapia che utilizza a vari livelli la fotografia come strumento di lavoro e crescita personale.

## Tecniche della fototerapia
Esistono diversi metodi di usare le fotografie in terapia, per cui è opportuno distinguere tra i vari approcci. L'approccio riflette lo stile dei vari terapeuti, delle varie scuole di terapia e anche i diversi modi in cui i pazienti stessi scelgono di usare le fotografie. Tuttavia in base all'approccio scelto dal terapeuta è importante che egli sia preparato attraverso un'adeguata formazione per affrontare le difficili esperienze che il paziente porta in terapia e che spesso emergono attraverso l'esplorazione delle fotografie.
Portare le foto durante la sessione terapeutica è solo l'inizio. Quando ci si trova davanti alla fotografia sarà necessario esteriorizzare ciò che si sta immaginando o pensando in quel momento, sviluppando un dialogo con essa. Mentre per i fotografi la foto finita è il punto di arrivo, per la fototerapia è solo il punto di inizio. Una volta che la fotografia è lì a disposizione, il terapeuta inizia a fare semplici domande che dirigeranno l'attenzione del paziente più profondamente verso sé stesso, o viceversa verso il suo mondo esterno.
Naturalmente non saranno solo le risposte effettive che saranno valutabili terapeuticamente, ma anche l’intero processo di ciò che accade durante il percorso di scoperta e le motivazioni che stanno alla base di quelle risposte. 
Durante le sessioni non si osservano in silenzio le fotografie, ma si discute, si ascolta e si cerca di ricostruire la propria storia, dando vita a nuove possibilità.
La fototerapia identifica diversi tipi di tecniche, ciascuna basata su una diversa tipologia di immagini, ovvero:
autoritratti,  fotografie dei pazienti scattate da altre persone, fotografie scattate o collezionate dai pazienti,  album di famiglia.

### Autoritratti
Gli autoritratti sono le fotografie che i pazienti scattano a sé stessi utilizzando l'autoscatto. Davanti all'obiettivo cercano di far emergere gli aspetti più importanti della propria personalità. L'autoritratto può essere scattato durante le sedute di terapia oppure può essere raccolto e scattato in un momento successivo come compito assegnato dal terapeuta. Questa tipologia di foto permette di esplorare il proprio sé e permette di capire chi siamo. Le fotografie che ci ritraggono permettono di affrontare la negazione, di oltrepassare i propri limiti e di riscoprire sé stessi. Gli autoritratti permettono di prendere le distanze da ciò che non ci piace e permettono di trovare lo spazio necessario per rafforzare la propria immagine lontana da limiti o da restrizioni esterne.
L’autostima, la conoscenza, la fiducia e l’accettazione di sé sono alla base di molti dei problemi dei pazienti, cercare di vedere sé stessi in modo naturale, senza che gli altri ci influenzino può essere terapeutico. I pazienti possono utilizzare le proprie foto per stabilire un dialogo interno e valutare l'effetto che ha su di loro. Poiché gli autoritratti permettono un diretto confronto con sé stessi questi potrebbero essere il tipo di foto davanti al quale lasciarsi andare alle proprie emozioni, attivando processi di esplorazione.

### Fotografie dei pazienti scattate da altre persone
Le fotografie che vengono scattate da altri ci aiutano a capire in che modo gli altri ci vedono. Ci danno la possibilità sia di guardare quali parti di noi interessano agli altri sia di confrontarle con quelle che pensiamo siano, o dovrebbero essere le nostre parti più importanti per loro. Se posiamo per una fotografia, essa presenterà il nostro modo di atteggiarci nei confronti della persona che ci osservava attraverso l’obiettivo. Invece con una foto spontanea si andrà a catturare un aspetto diverso della nostra personalità. Le fotografie sono un ottimo mezzo per scrutare le dinamiche relazionali esistenti con le persone che ci hanno fotografato. Dal punto di vista terapeutico potrebbe essere d'aiuto confrontare sia le fotografie di sé stessi in posa sia le fotografie di sé stessi non in posa. Oppure si potrebbero confrontare le fotografie scattate da diversi fotografi in modo da osservare le differenze tra le immagini e le percezioni che i diversi fotografi hanno tra di loro. Questo potrebbe far emergere le diverse relazioni che ci sono tra il paziente e i fotografi coinvolti.
Inoltre si potrebbe ricercare quanto una persona muta il proprio comportamento, l’aspetto, il linguaggio corporeo se improvvisamente diventasse cosciente che qualcuno lo stia fotografando, proprio in quel momento.

### Fotografie scattate o collezionate dai pazienti
Il paziente può avere la possibilità sia di fare fotografie durante la seduta che di portarle di propria iniziativa, scegliendo diversi soggetti o ambientazioni. Le fotografie saranno poi utilizzate per far confluire i colloqui su aspetti della loro vita che vanno al di là di ciò che appare nella foto.

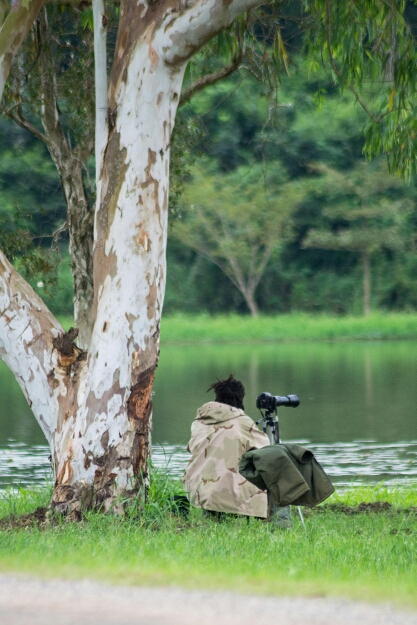
Fotografo

Da questa attività il paziente trae numerosi vantaggi: egli ha l’opportunità di esercitare potere e controllo come forse non ha mai potuto e questo migliorerà senz'altro la sua autostima.
In questo modo, fotografando il paziente ne diventa il regista. È lui a decidere, a controllare, a scegliere. È lui ad avere in mano il controllo della situazione. È ciò lo renderà più sicuro, più fiducioso. Non deve dimostrare niente, non deve giustificarsi o nascondersi. 
È opportuno incoraggiare il paziente a fare fotografie metaforiche, simboliche (di scene od oggetti), attraverso le quali possa esprimere le sue emozioni e le sue fantasie più profonde e comunicare la sua interiorità al mondo esterno. Le fotografie, in tal senso, diventano metafore di loro stessi.
Tutte le fotografie che le persone scattano, incluse quelle realizzate su commissione, sono una forma di auto espressione. Ciò che è importante per una persona è riflesso nelle immagini che ha trovato interessanti e che ha pertanto deciso di fotografare o anche solo collezionare. Molte cose possono influenzare la decisione di scattare una fotografia: un determinato obiettivo, una speranza, l’attesa del risultato.
Poiché ogni fotografia è anche una sorta di autoritratto che riflette il suo fotografo, ognuna segretamente contiene anche informazioni circa la persona che l’ha scattata. Che sia fatto coscientemente o meno, ogni decisione sul dove, quando, chi, come, e, più importante di tutti, perché fare una fotografia particolare ha il potere di comunicare tanto riguardo al suo autore quanto circa il soggetto che si sta riprendendo.

### Album di famiglia
Gli album fotografici permettono una sintesi delle tre tecniche precedenti: le  fotografie dei pazienti scattate da altre persone, le fotografie scattate o collezionate dai pazienti e gli autoritratti. Le foto all'intero dell'album sono disposte in una sequenza ordinata che mostra una cronologia narrativo che assume un significato maggiore rispetto alla singola fotografia. Le foto ricordano momenti, luoghi, persone, significativi nella vita di una famiglia. Le pagine dell'album mostrano come gli individui sono inseriti all'interno del sistema familiare.
Di solito le famiglie negli album vengono rappresentate nei loro momenti migliori, dando l'impressione che i rapporti familiari siano sempre cosi, quando in realtà non sono sempre cosi perfetti.
Potrebbe essere positivo chiedere ai pazienti di tornare indietro e di ricostruire l’album a modo loro e di ricordare le parti dell’album dal loro punto di vista. Aiutare le persone a vedere sé stessi dentro i propri contesti storico personali spesso aiuta a capire meglio i sentimenti e le situazioni attuali e a riconoscere da dove vengono alcune delle loro aspettative e dei loro giudizi. Gli album possono somigliarsi o presentare degli schemi tematici ripetitivi. Contengono anche persone dimenticate, segreti, miti, aneddoti drammatici, insieme a qualche bugia e quindi ciò che è stato omesso nelle loro pagine talvolta è terapeuticamente più significativo di ciò che effettivamente ci appare. Gli album sono la prova dell’esistenza stessa delle persone; vivono facilmente più a lungo di chi vi è fotografato e mostrano il mondo vissuto in quel periodo e quanto sia importante la vita. In questo modo, l’utilizzo di tali fotografie può aiutare il processo di ricordo, di esplorazione della vita e di reminescenza, può aiutare le persone a rimettere a fuoco la loro prospettiva, orientandole verso il futuro, verso il naturale scorrere della vita. Essi permettono alle persone di rivedere le loro esperienze ed i loro successi, i loro contatti e le loro relazioni con gli altri, e di trovare il significato e lo scopo della loro vita.
Con le foto le persone possono rivisitare il passato insieme e affrontare sentimenti e situazioni che potrebbero essere rimasti irrisolti.

## Fruitori della fototerapia
Le fotografie possono essere usate con pazienti in terapia come strumento che favorisca la crescita ed il cambiamento, ma non sono l’unica tipologia a cui esse possono rivolgersi. Una serie di possibili fruitori di tale intervento, possono essere anziani affetti da demenza, amnesia, bambini, adolescenti, vittime di  abusi sessuali, pazienti psichiatrici, pazienti con disabilità fisiche e mentali, pazienti affetti da autismo, bambini in adozione e in affidamento, pazienti con  disturbo dell’alimentazione e pazienti sofferenti per una perdita o un lutto. A queste tipologie di pazienti se ne possono aggiungere tante altre, e questo dipende molto dalla professionalità dell’operatore, dall’uso che ne sa e ne fa delle fotografie e dalle tecniche utilizzate.
Con gli anziani la fototerapia può essere inserita in un programma di terapia della reminiscenza, volta a stimolare la memoria ed il dialogo e a limitare il deterioramento delle abilità intellettive e sociali; nei casi di demenza, le fotografie possono rivelarsi utili per rafforzare la memoria a lungo termine, essendo deteriorata quella a breve. Ciò migliora l’autostima e la sicurezza, perché il fatto di raccontare storie sul passato (rese possibili mediante l’esplorazione di vecchie foto) non richiede l’uso della memoria a breve termine e quindi non evidenzia i deficit di questa funzione cognitiva.

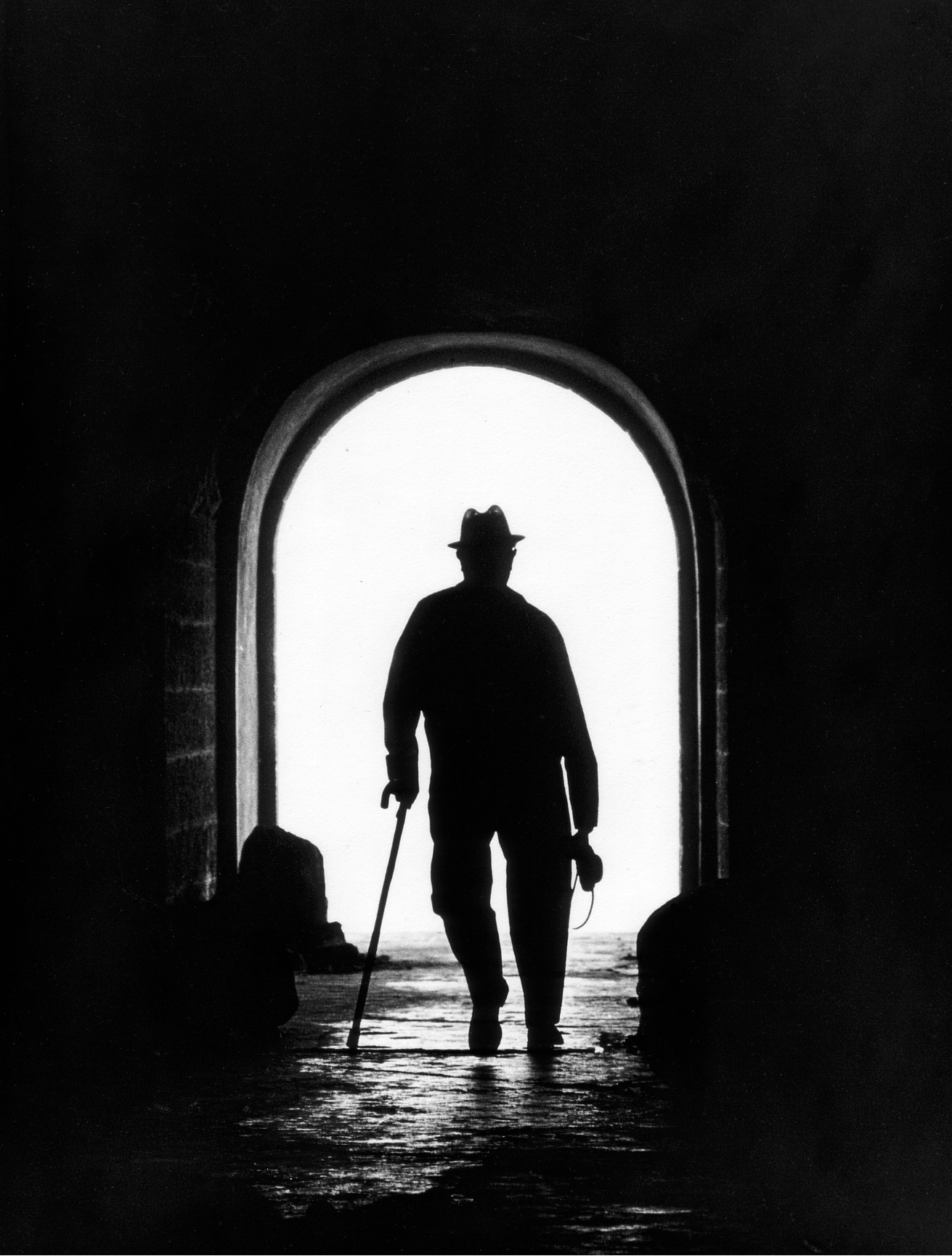
Il fotografo

In questo modo si risparmiano ai pazienti l’imbarazzo e il senso di incapacità e di minaccia che la malattia quotidianamente impone loro; nei pazienti colpiti da amnesia in seguito a  traumi cerebrali dovuti a malattia o incidenti, le fotografie possono aiutare a ristabilire il dissolto senso di sé. Quando il paziente non ricorda nulla del suo passato, le immagini possono aiutarlo a vedere la sua vita e a ricostruirsi un’immagine di sé. Questo serve per migliorare l’autostima e per restituire loro un senso di identità.
Con gli adolescenti, la fototerapia è spesso attiva, e questo perché è necessario coinvolgerli, altrimenti si rischia che perdano interesse e concentrazione. Il fatto di scattare e sviluppare fotografie fornisce un modo simbolico di manipolare e governare la realtà, dando così al ragazzo un senso di potenziamento e di valore. Facendo fotografie e chiedendo ai soggetti di posare, il paziente impara, in un’atmosfera di accettazione, molte cose su di sé e gli altri. Questo lavoro permette di acquisire nuove abilità, dà eccitazione e un senso di divertimento creativo nel vedere le fotografie che si sviluppano e prendono forma. Questo è un modo sicuro e non minaccioso di coinvolgere gli adolescenti con resistenze, che potrebbero non rispondere ad altre tecniche terapeutiche. 
Negli utenti con gravi forme di difficoltà di apprendimento, disturbi emozionali e disabilità fisiche, le fotografie sono utili a migliorare l’immagine di sé, di questi pazienti.
I bambini fotografandosi a vicenda esplorano i loro sentimenti riguardo alle immagini di sé, degli altri e dell’ambiente che sono state realizzate. Si fotografano anche le ‘cose importanti’, oggetti che i bambini ritengono preziosi o significativi. A questo scopo si danno temi specifici, che devono essere sviluppati ed espressi attraverso le fotografie, in questo modo si identificano alcune emozioni, che vengono poi rappresentate davanti all’obiettivo della macchina fotografica. Le fotografie poi realizzate, vengono discusse.
Nei confronti dei bambini in affidamento e in adozione, possono ritenersi di fondamentale importanza l’utilizzo degli album di famiglia, in questo caso di quella adottiva, che possano permettere al nuovo arrivato di conoscere la propria famiglia adottiva, di comprenderne i rapporti, le relazioni, al fine di potersi meglio integrare ed identificarsi in essa. L’album serve come oggetto di passaggio alla nuova vita. Le famiglie adottiva possono usare le fotografie per illustrare al bambino la loro storia, per condividere con lui i ricordi e non farlo sentire escluso. Un altro modo può essere quello di includere già nell’album di famiglia delle foto del bambino, in modo tale che questo quando vada a vederlo per la prima volta possa sentirsi già in parte accolto e accettato.
Nel caso di bambini e adulti che hanno difficoltà nella comunicazione verbale (pazienti affetti da schizofrenia, da autismo, soggetti con altre disabilità fisiche i mentali), le fotografie possono essere usate, in diversi modi, per compensare le difficoltà di comunicazione e permettere un qualche tipo di relazione.